# Hioki

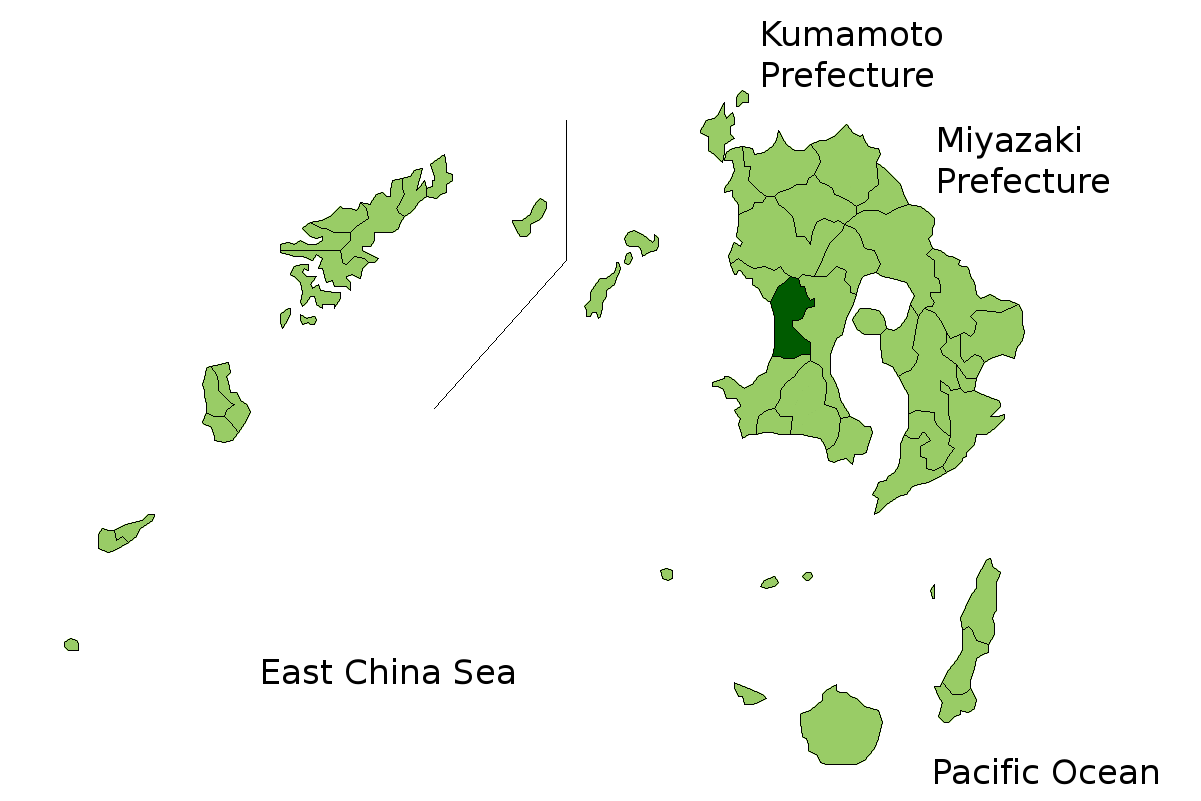

Hioki (日置市 Hioki-shi?) este un municipiu din Japonia, prefectura Kagoshima.